# Зачрет
Зачрет (словен. Začret) је насељено место у општини Цеље, Савињска регија, Словенија.

## Историја
До територијалне реорганизације у Словенији био је у саставу старе општине Цеље.

## Становништво
У попису становништва из 2011. године, Зачрет је имао 341 становника.
| Број становника према пописима | Број становника према пописима | Број становника према пописима |
| ------------------------------ | ------------------------------ | ------------------------------ |
| 1991                           | 2002                           | 2011                           |
| 295                            | 273                            | 341                            |

Напомена: Године 1990. умањено за део насеља који је припојен насељу Љубечна.